# Veuvey-sur-Ouche
 Veuvey-sur-Ouche  là một xã thuộc tỉnh Côte-d'Or trong vùng Bourgogne miền đông nước Pháp.